# 姚艮
姚艮（1912年—2010年9月24日），曾用名姚廷枢，男，黑龙江双城人，中华人民共和国编辑。

## 生平
1930年6月，在北平参加了中国共产党领导的革命互济会，同年加入中国共产主义青年团。1931年2月，加入中国共产党，任中共北平市通州支部书记。1932年8月，为给抗日义勇军筹备军火去苏联。1939年4月，从苏联回国后到新疆，先后在塔城、迪化（乌鲁木齐）、库车等地参加运动。1946年1月，经兰州来到重庆。1948年1月，调东北局社会部工作，任侦讯处科员。1949年10月，调公安部工作，历任办公厅秘书处秘书、科长，办公厅编译处处长，群众出版社总编辑，办公厅主任。翻译出版了多部外国文学书籍，主要有《金星英雄》、《丰收的故事》、《基础》、《年长的故事》等多部长篇小说，以及《山里的春天》和《红色保险箱》等电影剧本。1982年12月离职休养。1983年12月至1985年2月，担任公安部第一届咨询委员会主任。2010年9月24日，因病在北京医院逝世，享年98岁。